# Piculus
Piculus – rodzaj ptaków z podrodziny dzięciołów (Picinae) w rodzinie dzięciołowatych (Picidae).

## Zasięg występowania
Rodzaj obejmuje gatunki występujące w Ameryce Południowej i Centralnej.

## Morfologia
Długość ciała 17–27 cm; masa ciała 22–91 g.

## Systematyka

### Etymologia
- Piculus: nowołac. piculus „dzięciołek”, od łac. picus „dzięcioł”; przyrostek zdrabniający -ulus[6].
- Lampropicus: gr. λαμπρος lampros „jasny, promienny”; nowogr. πικος pikos „dzięcioł”, od łac. picus „dzięcioł”[7]. Gatunek typowy: Picus aurulentus Temminck, 1821.
- Craugasus: gr. κραυγος kraugos „dzięcioł” (por. κραυγασος kraugasos „krzykacz”, od κραυγαζω kraugazō „krzyczeć”)[8]. Gatunek typowy: Picus flavigula Boddaert, 1783.

### Podział systematyczny
Do rodzaju należą następujące gatunki:
- Piculus aurulentus (Temminck, 1821) – dzięcioł złotogardły
- Piculus chrysochloros (Vieillot, 1818) – dzięcioł złotowąsy
- Piculus flavigula (Boddaert, 1783) – dzięcioł żółtolicy
- Piculus simplex (Salvin, 1870) – dzięcioł rdzawoskrzydły
- Piculus callopterus (Lawrence, 1862) – dzięcioł panamski
- Piculus leucolaemus (Natterer & Malherbe, 1845) – dzięcioł wąsaty
- Piculus litae (Rothschild, 1901) – dzięcioł kolumbijski